# 魚尾椰子
魚尾椰子（学名：[Chamaedorea metallica] 错误：{{Lang}}：文本有斜体标记（帮助）），為棕櫚科茶馬椰子屬下之常綠小灌木。原生於墨西哥、瓜地馬拉，1967 年引進台灣，成為深受喜愛的觀葉植物。

## 特徵
魚尾椰子又名玲瓏椰子、金光茶馬椰子、金光竹節椰。這些不同名稱分別點出了該種植物的一些外觀特質。
許多棕櫚科植物的幼葉都呈魚尾般的V字形，之後隨著成長轉變為羽狀複葉，而魚尾椰子的大型葉片始終保持著二叉魚尾狀，此為其一大特徵。魚尾椰子莖幹細長、直立，不分枝。葉片朝著天空叢生直立於莖幹頂部，相當獨特。莖有「竹節」，高可達2公尺。簇生於莖幹頂端的葉群，遠觀呈現一種美麗的墨棕或墨紫色，在周遭綠色植物中特別搶眼。近觀則泛著一種藍灰色的金屬光澤。金光茶馬椰子、金光竹節椰二名中的「金光」便源出於此。這些名稱中最令人不解的是「茶馬」一詞，如將此詞與茶馬椰子屬學名Chamaedorea對照一下即可看出「茶馬」二字直接由學名音譯而來。Chamaedorea由希臘文chamai(低矮/在地上)與dorea(天賦/禮物)締造而成，應指這些植物有如上天賜予人類的禮物。

## 圖示

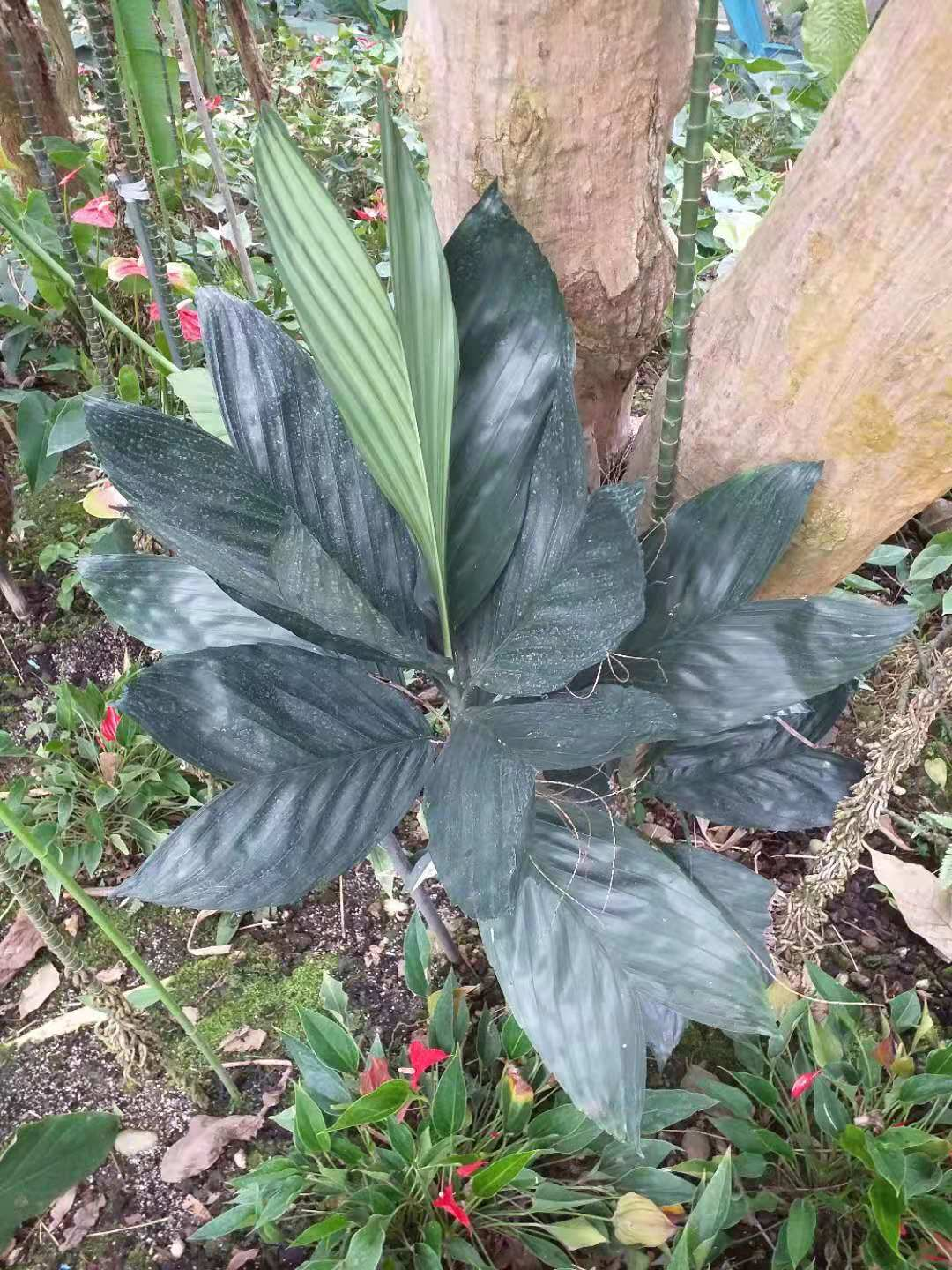
幼株
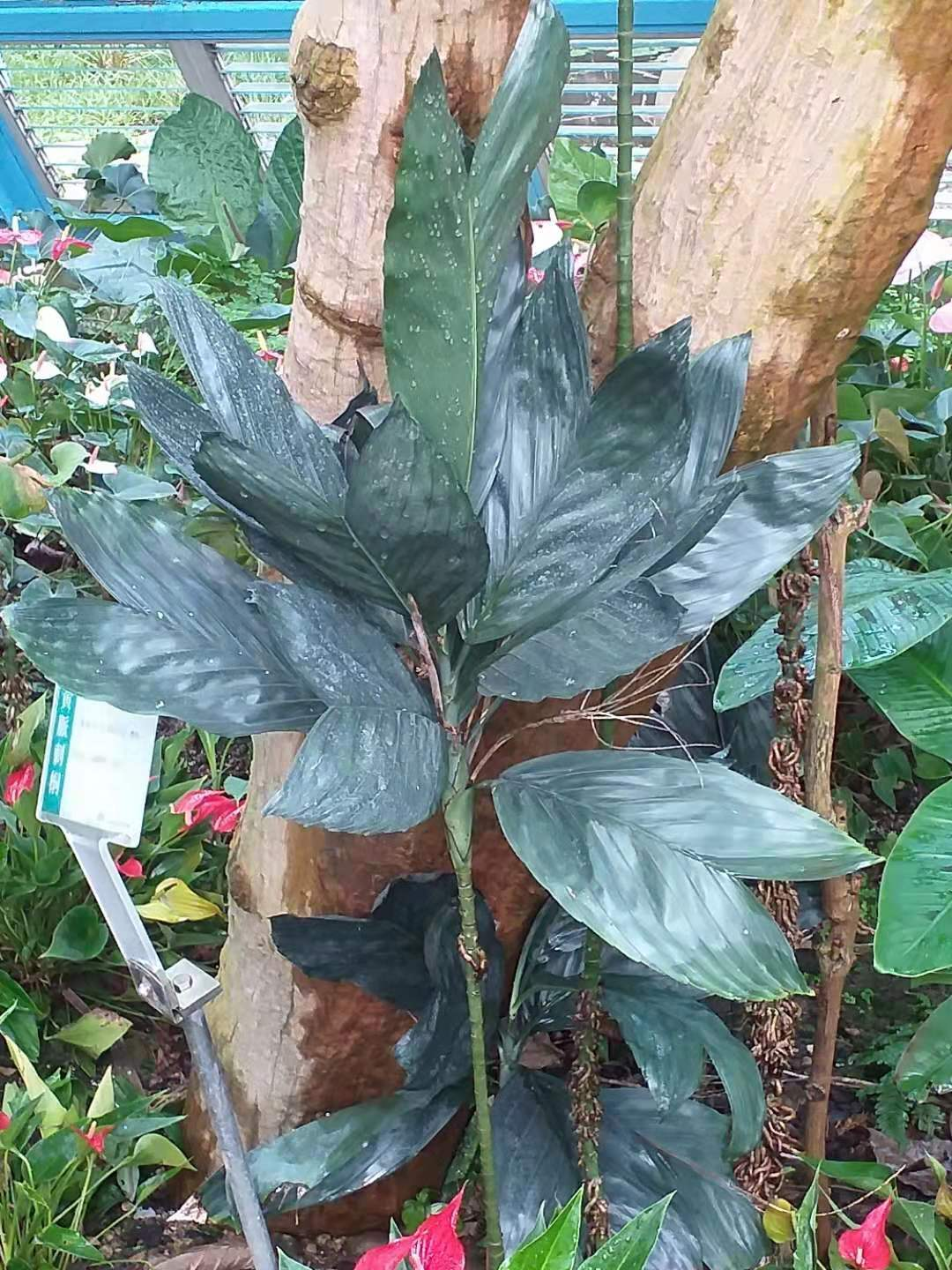
葉面泛著藍灰色的金屬光澤
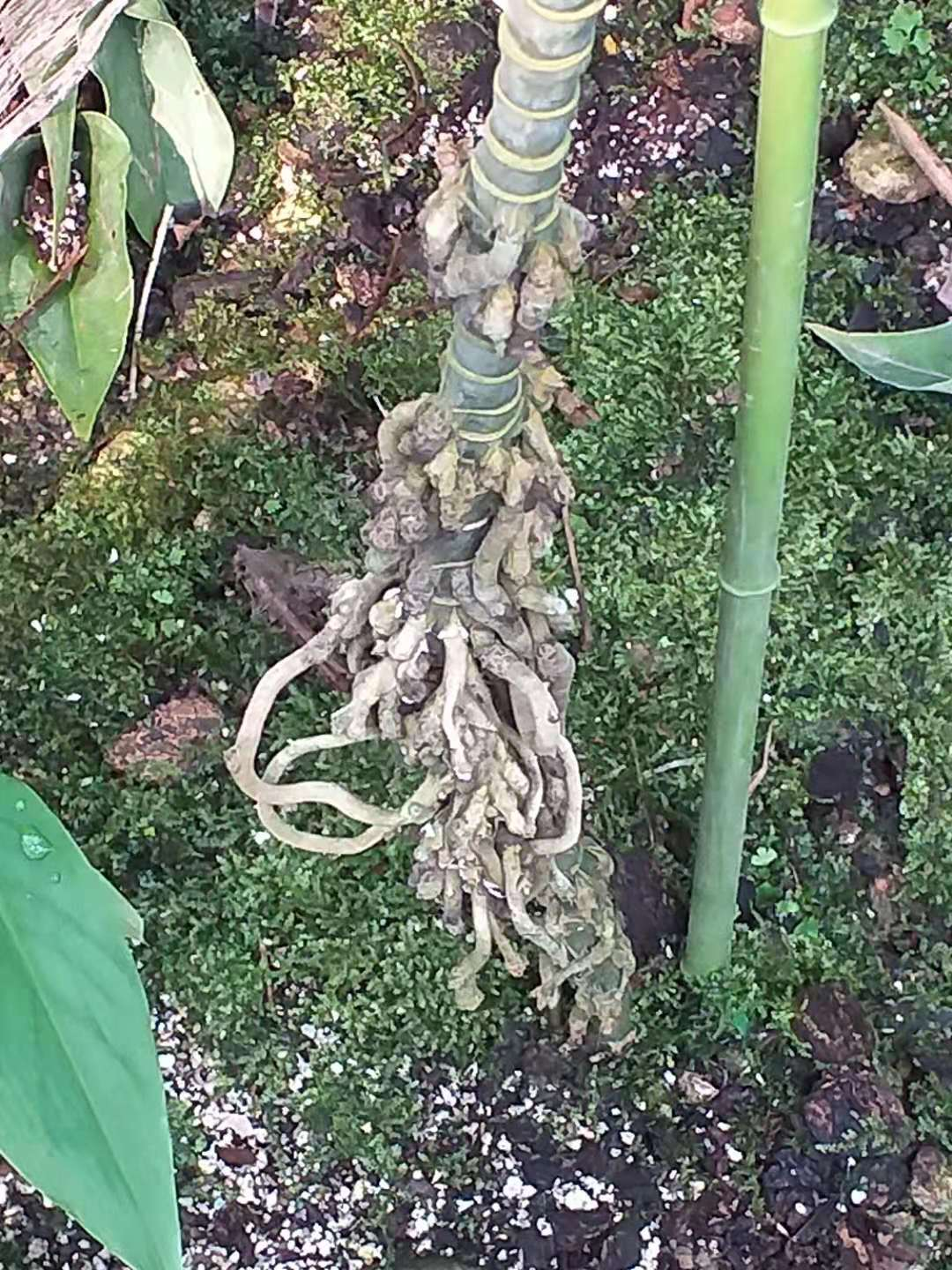
氣生根與「竹節」
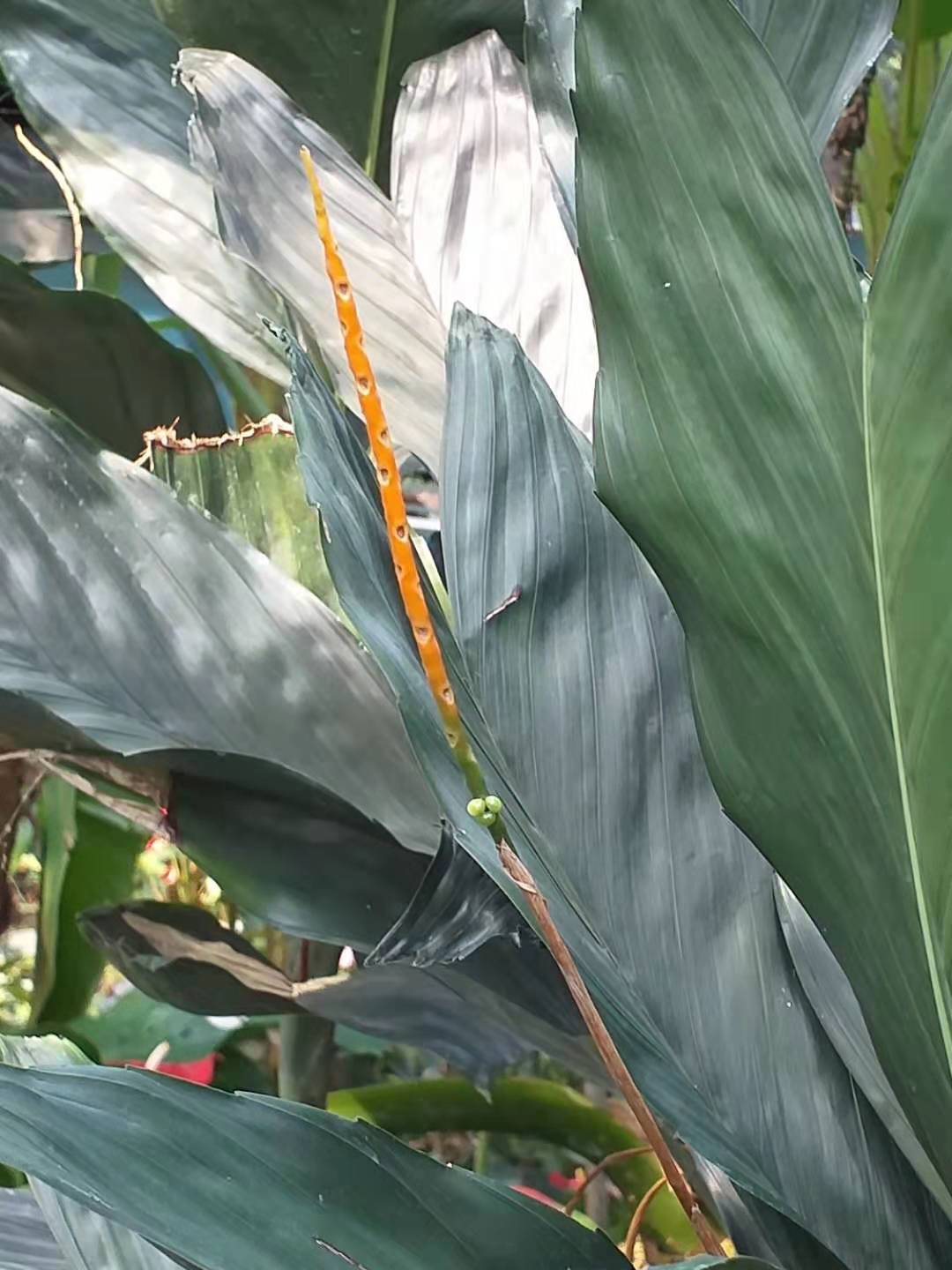
果序
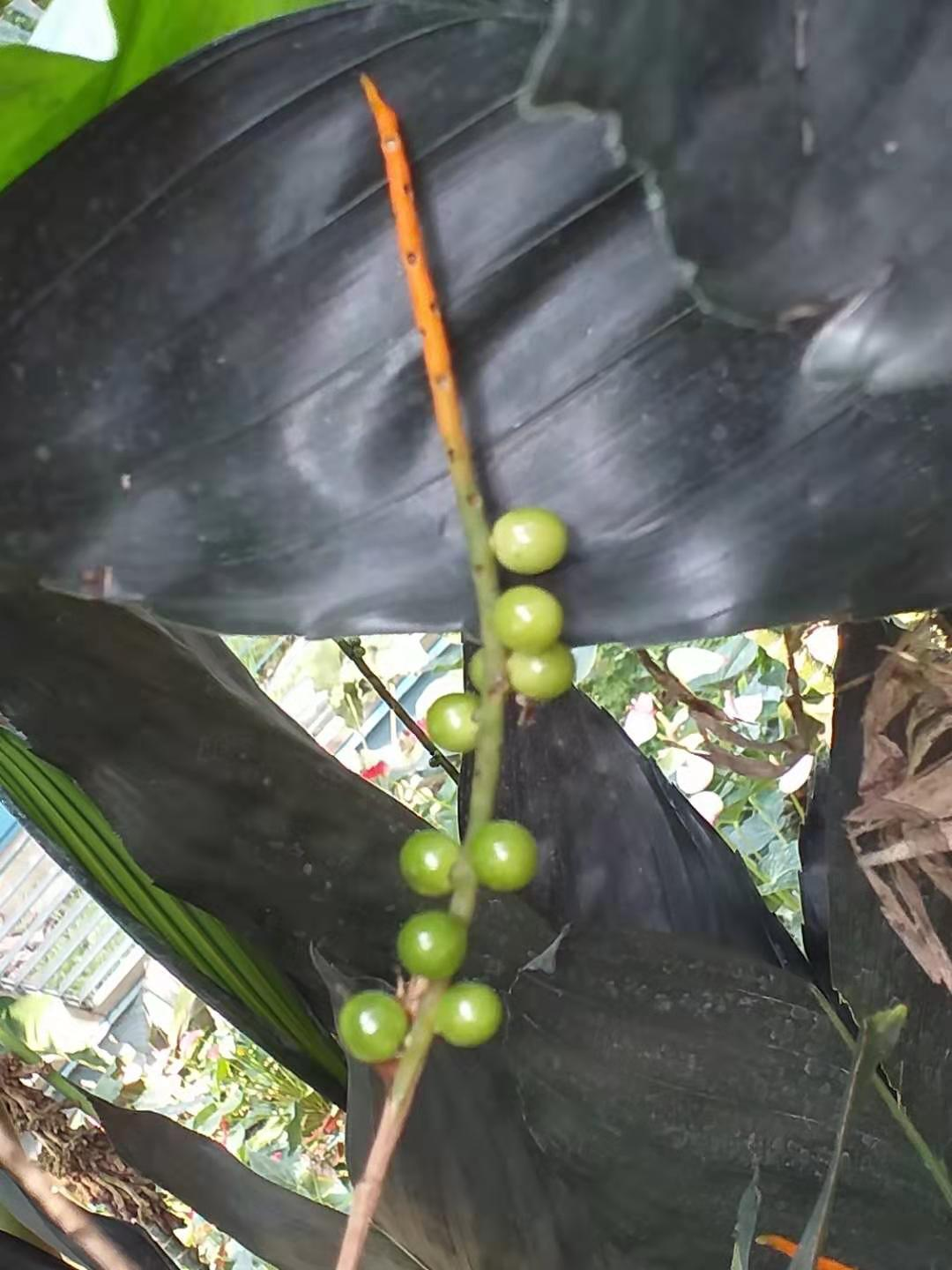
果序
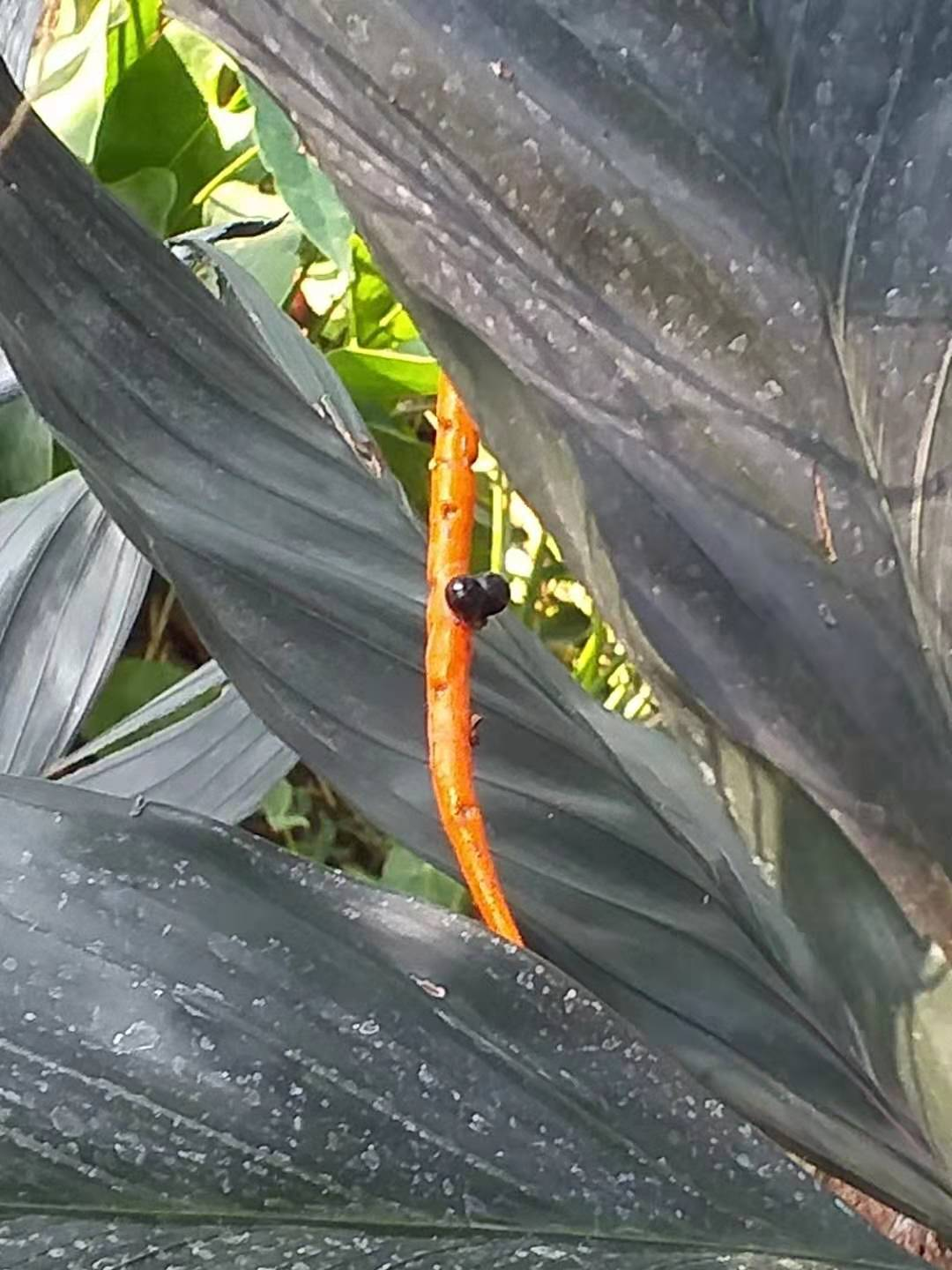
果實

## 引文出處
1. ↑  . （原始内容存档于2016-06-06）.
2. ↑  .[永久]

## 擴展閱讀
- 維基物種上的相關：魚尾椰子
- 维基共享资源上的相關多媒體資源：魚尾椰子